# Dominion Voting Systems против Fox News Network
Dominion Voting Systems против Fox News Network (в просторечии Dominion против Fox ) — иск о диффамации, поданный в марте 2021 года компанией Dominion Voting Systems против Fox News Channel и его корпоративной материнской компании Fox Corporation. Жалоба Dominion содержала требование 1,6 миллиардов долларов США компенсации, поскольку несколько ведущих и гостей программы Fox сделали заявления о том, что машины для голосования Dominion были сфальсифицированы, чтобы украсть победу на президентских выборов в США в 2020 году у тогдашнего президента Дональда Трампа. Fox News утверждала, что транслировала «чистое мнение» о том, что говорят другие, и оно должно быть защищено Первой поправкой к Конституции и делом New York Times против Салливана (1964).
Dominion сосредоточилась на обвинениях, сделанных в период с ноября 2020 года по январь 2021 года ведущими Марией Бартиромо, Такером Карлсоном, Лу Доббсом, Шоном Хэннити и Джанин Пирро. Среди гостей, которые часто появлялись с этими ведущими, были адвокаты Трампа Руди Джулиани и Сидни Пауэлл, против которых Dominion также предъявила персональные иски в федеральном суде. Во время досудебного расследования были обнародованы внутренние сообщения Fox News, указывающие на то, что известные ведущие и топ-менеджеры знали, что сеть транслирует ложную информацию, но продолжали делать это, чтобы удержать зрителей по финансовым причинам.
В итоговом решении от 31 марта 2023 года судья Верховного суда Делавэра Эрик М. Дэвис постановил, что ни одно из оспариваемых заявлений Fox News о Dominion не было правдой, и назначил судебное разбирательство, чтобы определить, действовала ли сеть со злым умыслом. Ожидалось, что несколько видных функционеров и топ-менеджеров Fox News дадут показания в суде.
18 апреля 2023 году, когда должны были начаться вступительные заявления, судья объявил, что стороны достигли мирового соглашения. Fox News согласилась выплатить Dominion 787,5 миллиона долларов и признала ранее вынесенное судом решение о том, что Fox распространяла ложные сведения о Dominion. Мировое соглашение не требовало от Fox News извинений.

## Комментарии
1. ↑  US Dominion v. Giuliani, 1:21-CV-00213 (D.D.C.); US Dominion v. Powell, 1:21-CV-00040 (D.D.C.).